# Carlos de Cárdenas Plá
Carlos de Cárdenas Plá (La Habana, 7 de julio de 1932-Nasáu, Bahamas, 6 de mayo de 1990) fue un deportista cubano que compitió en vela en la clase Star. Fue hijo de Carlos de Cárdenas sr. y hermano de Jorge de Cárdenas, ambos regatistas.
Participó en tres Juegos Olímpicos de Verano entre los años 1948 y 1960, obteniendo una medalla de plata en Londres 1948 en la clase Star. Ganó dos medallas de oro en el Campeonato Mundial de Star, en los años 1954 y 1955.

## Palmarés internacional
| Juegos Olímpicos   | Juegos Olímpicos      | Juegos Olímpicos | Juegos Olímpicos |
| Año                | Lugar                 | Medalla          | Clase            |
| ------------------ | --------------------- | ---------------- | ---------------- |
| 1948               | Londres (Reino Unido) | Medalla de plata | Star             |
| Campeonato Mundial |                       |                  |                  |
| Año                | Lugar                 | Medalla          | Clase            |
| 1954               | Cascaes (Portugal)    | Medalla de oro   | Star             |
| 1955               | La Habana (Cuba)      | Medalla de oro   | Star             |